# Monumento a la tolerancia
El Monumento a la tolerancia es una escultura monumental ubicada en Sevilla (España) realizada por el escultor y pintor Eduardo Chillida (1924-2002), financiada por la Fundación Amigos de Sefarad, y que se encuentra instalada en el muelle de la Sal, junto al paseo de Colón, el puente de Triana y el río Guadalquivir. El monumento se inauguró en 1992, coincidiendo con la celebración de la Exposición Universal de Sevilla.
El monumento a la Tolerancia, que costó 589.000€ (98 millones de pesetas) sufragados íntegramente por la Fundación, conmemora el edicto de Granada de 1492, mediante el cual los reyes Católicos expulsaron a los judíos de sus reinos. La idea de su construcción surgió del gobierno municipal de 1980, encabezado por el alcalde Luis Uruñuela, y tenía como objetivo recordar la ejecución de cinco miembros de una familia judía en la época de la expulsión. El proyecto quedó en suspenso durante varios años hasta que fue desbloqueado por Jesús Aguirre.

## La inauguración
El acto de inauguración tuvo lugar in situ el 1 de abril de 1992, y acudieron el presidente de Israel, Jaim Herzog, acompañado de su esposa Aura, y el Premio Nobel de la Paz Elie Wiesel, así como el propio autor, Eduardo Chillida.
En el acto de inauguración el autor de la escultura pronunció las siguientes palabras:

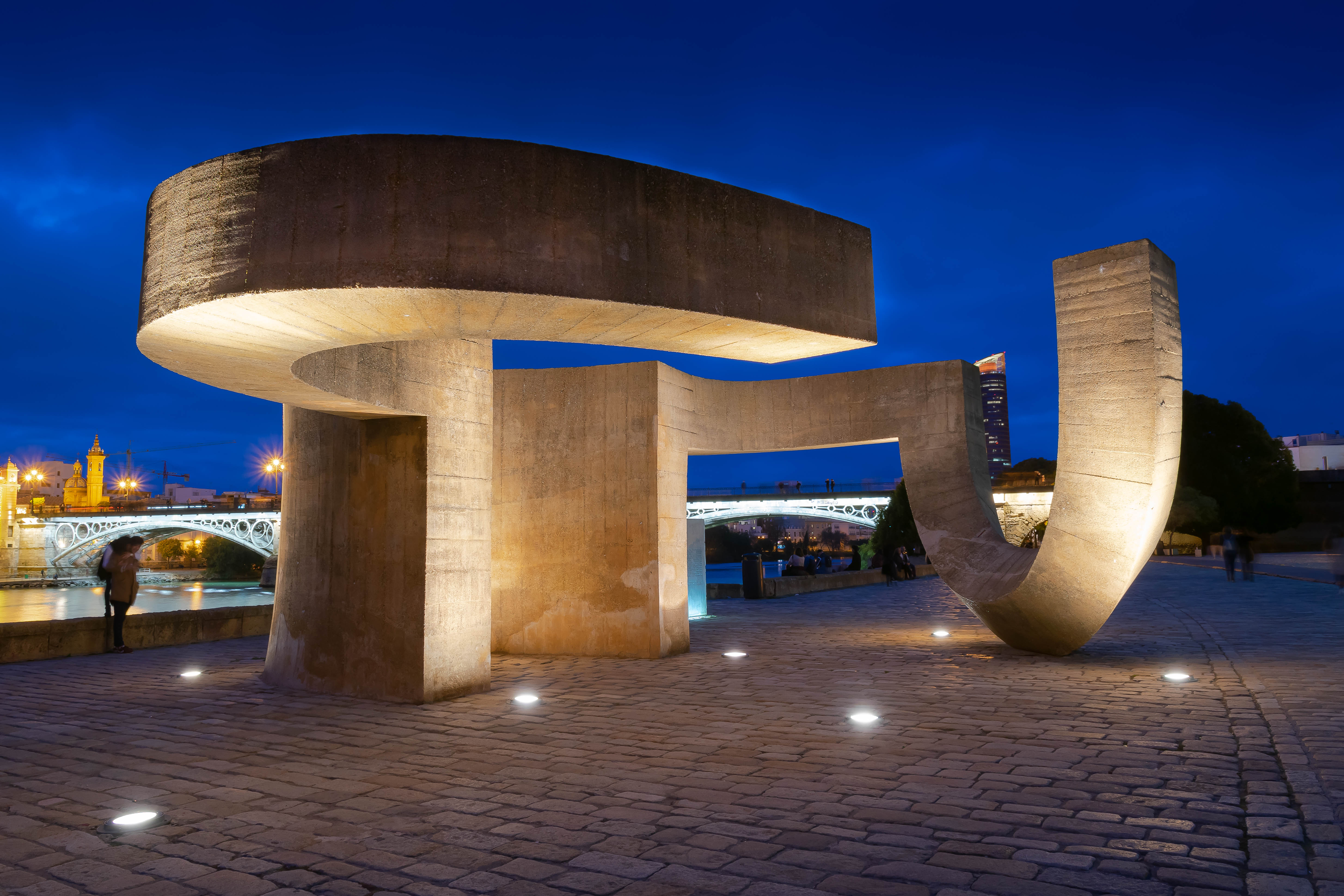
Monumento a la Tolerancia de Eduardo Chillida

No es mi intención dar ningún ejemplo a nadie, pero sería perfecto que algún día en Sevilla el pueblo judío, el árabe y el cristiano volvieran a darse la mano. Eso es precisamente la idea que refleja el monumento.
Eduardo Chillida